# 东塘街道
东塘街道，是中华人民共和国湖南省长沙市雨花区下辖的一个乡镇级行政单位。

## 行政区划
东塘街道下辖以下地区：
浦沅社区、省人大社区、政院社区、牛婆塘社区、新雨社区、芙蓉南路社区、七里庙社区、枫树山社区、东塘社区和华银园社区。